# Katarzyna Maria Drexel
Św. Katharine Mary Drexel (ur. 26 listopada 1858 w Filadelfii, zm. 3 marca 1955 w Cornvell Heights) – amerykańska zakonnica katolicka, augustianka, święta Kościoła katolickiego.

## Życiorys
Druga córka Franciszka Antoniego Drexela i Hannah Langstroth. Jej ojciec był bankierem i znanym filantropem. Z domu wyniosła przekonanie o konieczności dzielenia się majątkiem. Duże wrażenie wywarło na niej ubóstwo i złe warunki, w jakich zmuszeni byli żyć Indianie. Pragnęła zmienić ich sytuację. Pierwszym jej dziełem było założenie w Santa Fé w Nowym Meksyku szkoły dla Indian. Kilka lat później podczas pobytu w Rzymie prosiła papieża Leona XIII o przysłanie misjonarzy do materialnie wspieranej przez nią placówki. Papież zasugerował jej, żeby sama została misjonarką. W efekcie 12 lutego 1891 roku złożyła pierwsze śluby zakonne, dając początek Zgromadzeniu Sióstr Najświętszego Sakramentu. Poświęciła się pracy na rzecz ubogich i ofiar dyskryminacji rasowej. Przez ostatnie 20 lat życia była obłożnie chora. Czas ten poświęciła modlitwie i kontemplacji.

## Proces beatyfikacyjny i kanonizacyjny
Beatyfikowana 20 listopada 1988, kanonizowana 1 października 2000 roku przez papieża Jana Pawła II. Wspomnienie Katarzyny Marii Drexel jest obchodzone 3 marca.